# Abd al-Ghani al-Gamassi
Muḥammad ʿAbd al-Ghanī al-Gamassī (in arabo  محمد عبد الغني الجمسي‎?; Batānūn, 9 settembre 1921 – Il Cairo, 7 giugno 2003) è stato un generale egiziano, feldmaresciallo (mushīr) dell'esercito egiziano e comandante in capo delle forze armate egiziane.

## Gioventù
Al-Gamassī nacque il 9 settembre 1921 a Batānūn (Governatorato di Manufiyya, Egitto). Fu l'unico, tra cinque sorelle e fratelli, ad avere la possibilità di conseguire un'istruzione completa a causa del costo elevato dell'iscrizione alle scuole dell'epoca, non ancora gratuita per ogni cittadino egiziano.
Alla fine dei suoi studi secondari, entrò nell'Accademia Militare Egiziana (al-Kulliyya al-ḥarbiyya) all'età di 17 anni e conseguì il diploma nel 1939.

## Guerra del Kippur
Al-Gamassī - il cui soprannome era "Volpe di guerra" (thaʿlab al-ḥarb) - prese parte a tutte le guerre che videro coinvolto l'Egitto a partire dal quella del 1948-49 contro il nascituro Stato d'Israele, a quella del 1956 intervenuta a seguito della Crisi di Suez, a quella dei Sei Giorni del 1967.
Nel 1973 era comandante di tutte le forze armate egiziane e fu nominato responsabile delle operazioni che avrebbero portato le truppe della Repubblica Araba d'Egitto all'attraversamento della Linea Bar-Lev e al precario attestamento sulla sponda orientale del Canale di Suez, nella penisola del Sinai.
Era la guerra del Ramadan (ottobre 1973), al termine della quale fu nominato dal Presidente della Repubblica, Anwar al-Sadat, alla guida di una delegazione incaricata di condurre le trattative col nemico israeliano (28 ottobre 1973).
Più tardi, divenne ministro della Guerra.
Al-Gamassī morì il 7 giugno 2003 in un ospedale del Cairo al termine di una lunga malattia.